# Juan Díaz Sánchez (político)
Juan Díaz Sánchez nace en Ingenio (Gran Canaria) en 1961. Licenciado en Lengua y Literatura Española. Desde joven ha estado relacionado con el mundo de la cultura, a través de distintos colectivos musicales, de ocio y teatrales. (Grupo folklórico Los Lechones, Témpano, Miembro del Grupo Los Cochineros, fundador y director durante tres años de la Murga “Sin Ton Ni Son”, miembro de La Agrupación Folklórica Universitaria y de La Coral Universitaria de La Laguna). Fundador y presidente de la Asociación de Padres y Madres de Discapacitados del Sur (APADESUR), y fundador del Grupo de música de niños discapacitados “Amidagüe”. Licenciado en Lengua y Literatura Española por la Universidad de La Laguna (Tenerife). 
Vinculado a los movimientos sociales a través de los colectivos estudiantiles, representante de los alumnos de filología en el Claustro de la Universidad de La Laguna. Fundador de Asociación de Vecinos Molinillos. 
Fue concejal de Cultura, comercio, solidaridad, festejos y participación ciudadana, durante siete años (1995-2002) y alcalde de la Villa de Ingenio durante un año (junio de 2002-2003). Concejal, portavoz del Grupo Socialista en el Ayuntamiento de la Villa de Ingenio durante la legislatura 2003-2007. Actualmente es Secretario General del Partido Socialista en Ingenio. 
| Predecesor: Juan José Espino del Toro | Alcalde de Ingenio 2002-2003 | Sucesor: Domingo González Romero |
| Predecesor: Domingo González Romero   | Alcalde de Ingenio 2007-2011 | Sucesor: Juan José Gil Méndez    |

- Datos: Q5693326